# Sulfaméthoxazole
Le sulfaméthoxazole est un antibiotique bactériostatique sulfamidé dont l’association avec le triméthoprime est utilisée, sous le nom de cotrimoxazole, dans le traitement de diverses maladies bactériennes.
Elle fait partie de la liste des médicaments essentiels de l'Organisation mondiale de la santé (liste mise à jour en avril 2013).
Elle est contre-indiquée chez les personnes atteintes de déficit en G6PD en raison de possibles accidents hémolytiques.